# Librairie L'Androgyne
La Librairie L'Androgyne était une librairie orientée LGBT à Montréal, Québec, Canada, active de 1973 à 2002.

## Histoire
La Librairie l'Androgyne est la première librairie gaie et lesbienne à Montréal. Elle est fondée en octobre 1973 sur la rue Crescent par Will Aiken, Bruce Garside et John Southin (l'un des premiers professeurs ouvertement gais et militants), des membres du Gay McGill. Le magasin se spécialise dans la littérature LGBTQ, la littérature féministe et les livres non-sexistes pour enfants, proposant des titres en anglais et en français. Pendant la majeure partie de son histoire, elle reste l'une des quatre seules librairies LGBT du Canada, aux côtés de Glad Day Bookshop à Toronto, Little Sisters à Vancouver et After Stonewall à Ottawa.

### Fonctionnement initial
Étant l'un des rares endroits en dehors des bars où les homosexuels peuvent se rassembler, L'Androgyne devient un centre d'activité culturelle et politique. On peut alors y afficher des affiches pour des évènements, y vendre des billets pour des concerts et y organiser des réunions. 
En 1976, ne travaillent au magasin que des bénévoles ; aucun n'est propriétaire ni ne reçoit de compensation financière pour son investissement. Si le groupe est en constante évolution, un noyau d'individus s'occupe de maintenir la librairie ouverte, parmi lesquels Mark Wilson.

### Déménagements et ventes successives
Après quelques années sur la rue Crescent, la librairie déménage en 1982 au deuxième étage d'un local situé au 3636 boulevard Saint-Laurent. L'année suivante, deux des bénévoles, Philip Rappaport et Lawrence Boyle, s'en rendent propriétaires. En 1985, Boyle acquiert l'ensemble du magasin, le déplaçant dans un plus grand rez-de-chaussée où il devient plus connu. Dans les années 1980, la librairie, au même titre que la Glad Day et le Little Sister's, rencontre des problèmes avec les douanes canadiennes qui retardent ou bloquent fréquemment les expéditions de livres au magasin.
Après que Boyle a vendu le magasin à France Désilets en 1995, cette dernière le vend à son tour à Bernard Rousseau, le propriétaire de la chaîne Priape, en 2001. Elle reste néanmoins gérante du magasin. La même année, le magasin déménage pour la dernière fois et s'installe sur la rue Amherst (maintenant nommée rue Atateken), dans le village gai relocalisé. 

### Fermeture et postérité
Cependant, en raison du déclin au début du XXIe siècle des librairies indépendantes orientées LGBT à travers l'Amérique du Nord, le magasin ferme en 2002. Contrairement à la Glad Day, qui survit à cette époque en ajoutant à son catalogue des marchandises liées au sexe, comme de la pornographie gaie et lesbienne, Rousseau choisit de ne pas le faire pour éviter de cannibaliser ses propres ventes chez Priape.
Les archives du collectif de l’Androgyne sont conservées aux Archives gaies du Québec (AGQ-F0005).
À Montréal, la librairie L'Euguélionne fondée en 2016 s'inscrit dans cette lignée. Celle-ci a pour objectif de rendre visible les textes marginalisés et de faire de la place aux écrits féministes. 